# Dolby Laboratories
Dolby Laboratories, Inc., ofte forkortet til Dolby Labs, er et amerikansk firma med speciale i lyd støjreduktion, Dolby B, C, HX Pro and S til kassettebåndoptager, og lydkompression.
| Erhverv og erhvervsliv | Spire Denne artikel om erhverv, erhvervsliv og arbejdsmarked er en spire som bør udbygges. Du er velkommen til at hjælpe Wikipedia ved at udvide den. |